# Andělín Šulík
Andělín Šulík, křtěný Engelbert Alois (4. června 1901 Třebovice – 1977), byl český a československý politik Československé strany národně socialistické a poválečný poslanec Ústavodárného Národního shromáždění. Po roce 1948 pronásledován a vězněn.

## Biografie
Vystudoval české gymnázium v Opavě. Už tehdy byl aktivní v Sokolu. Od 1. května 1918 byl vedoucím Československé socialistické mládeže. V meziválečném období působil nejprve jako učitel. Pak vystudoval práva. Potom pracoval jako úředník zemského finančního ředitelství v Opavě. 13. dubna 1934 se stal přednostou prezídia zemského finančního ředitelství. V létě roku 1938 se angažoval v přípravě na obranu republiky a Slezska proti hrozící německé invazi. 7. června 1938 byl prezídiem zemského finančního ředitelství ustanoven za evakuačního komisaře pro státní úřady v Opavě. Po mnichovské dohodě prováděl stahování českých zaměstnanců z Opavy. V této funkci získal kontakty, které pak využil v odboji.
Za okupace byl státním úředníkem v Protektorátu. Udržoval kontakty s odbojem. Působil coby trestní referent u Hlavního celního úřadu v Brně a pomáhal vězněným Čechům i Židům. V období let 1941–1945 byl opakovaně vězněn. 21. listopadu 1941 ho při prvním stanném právu zatklo brněnské gestapo kvůli jeho kontaktům s J. Beránkem z Frýdku, který byl napojen na tzv. Trumpešovu odbojovou skupinu v Brně. Poskytl Beránkovi státní úvěr a peníze pak byly využity na podporu odboje. Šulík byl zároveň členem ilegální Slezské národní rady. Po zrušeno stanného práva byl propuštěn. Zůstal ovšem činný v odboji a byl nadále sledován gestapem. 3. července 1944 byl opět zatčen. Důvodem bylo opět podezření na spolupráci s Trumpešovou skupinou. Kromě toho byl obviněn z poslechu nepřátelského rozhlasu. 1. října 1944 byl převezen do věznice v Kounicových kolejích v Brně. Měl být deportován do Mauthausenu, ale do transportu nakonec nebyl zařazen, protože byl pracovně nasazen jako vězeň v Brně. Pracoval jako vězeňský sběrač prádla. Pomáhal při vynášení motáků. Ve vězení zůstal do náletu 19. dubna 1945, kdy po útěku gestapa areál vězení opustil. Do konce války se skrýval v Bílovicích u Brna.
Ihned po válce se opětovně zapojil do veřejného a politického dění. V polovině května 1945 byl pověřen obnovou slezského finančního ředitelství a zajištěním ostrahy hranic finanční stráží. Byl pověřencem Slezské národní rady pro styk s úřady v Brně, kde působil ve funkci správce zemského finančního ředitelství. Podporoval obnovu Země slezské. V parlamentních volbách v roce 1946 se stal poslancem Ústavodárného Národního shromáždění za národní socialisty. V parlamentu zasedal formálně do voleb do Národního shromáždění roku 1948.
Byl protikomunisticky orientován. Již v roce 1946 se dozvěděl, že komunistický politik Václav Nosek měl Šulíka zařadit na seznam lidí, kteří za války poskytovaly informace gestapu. Kontaktoval Noska a dostalo se mu ujištění, že věc bude napravena a nebudou vytvářená žádná vykonstruovaná obvinění. Po komunistickém převratu v roce 1948 byl pronásledován a vězněn. Ještě v říjnu 1948 obdržel osvědčení o státní a národní spolehlivosti, čímž byly oficiálně vyvráceny veškeré spekulace o jeho nevhodném chování za okupace. Později ovšem byl zatčen, osm měsíců zadržován ve vazbě a podrobován mučení. V červnu 1950 proběhl v Opavě soud s „exponenty protistátního spiknutí“. Andělín Šulík byl odsouzen na 25 let. Počátkem prosince 1950 byl z věznice v Plzni převezen na výslech k StB v Jihlavě. Zde byl obviněn, že se zapojil do přípravy státního převratu, který měl být proveden po vstupu západních armád do Československa. 5. prosince 1951 byl převezen do Leopoldova. Tvrdé podmínky se podepsaly na jeho zdravotním stavu. Počátkem roku 1953 dosahovala jeho tělesná váha pouhých cca 40 kg. V dubnu 1955 byl převezen do Ilavy. V roce 1956 byl umístěn do vězeňské nemocnice s akutním zánětem prostaty a močového měchýře. Poslední dva roky svého věznění strávil opět v Leopoldově. Propuštěn byl na amnestii v květnu 1960. Od roku 1958 ho sledovala Státní bezpečnost jako osobu III. kategorie nebezpečnosti.
První dva roky na svobodě přežíval bez peněz a bez bytu. V polovině 60. let nastoupil jako noční hlídač. Snažil se u Vojenského historického ústavu docílit uznání svých zásluh v odboji během druhé světové války. V roce 1964 byl částečně rehabilitován, ale ještě v roce 1966 ho Vojenský historický ústav odmítl uznat za válečného odbojáře s poukazem na to, že byl po válce odsouzen za velezradu. V září 1967 začalo další kolo prověřování jeho případu a zároveň došlo k přezkumu stalinských procesů s Miladou Horákovou a dalšími politiky.
V dubnu 1968 se stal tajemníkem brněnské organizace Klub 231, sdružující bývalé politické vězně. Usiloval ovšem o samostatný postup moravské organizace a propojení se Společností pro lidská práva v ČSSR. Poté, co pražské ústředí tyto plány neschválilo, byl fakticky z Klubu 231 se svými stoupenci vyloučen a nadále vystupoval jako představitel autonomního sdružení Organizace na ochranu lidských práv – K 231 v Brně. Propagoval obnovu slezské země a posílení autonomie Sokola.
V době pražského jara byl aktivní v Československé straně socialistické (nástupkyně předúnorové ČSNS). Po nástupu normalizace byl ovšem na základě pohovorů vyloučen roku 1970 ze strany. Již předtím v listopadu 1969 vyšel v brněnské Rovnosti článek, ve kterém byl Šulík dehonestován a označován za válečného konfidenta gestapa. Šulík se bránil a žádal o tiskovou opravu. Počátkem 70. let pak trvale bojoval za očištění svého jména.
Zemřel po krátké nemoci ve věku nedožitých 76 let.